# علم قبردينو - بلقاريا
أعتمد علم جمهورية قبردينو - بلقاريا (بالروسية: Флаг Кабардино-Балкария)(بkrc: Къабарты-Малкъарны Байрагъы)‏
(بالقبردينية: Къэбэрдей-Балъкъэрым и нып) في 21 تموز - يوليو من سنة 1994.

## معنى الوان العلم
- الأزرق: يرمز إلى السماء.
- الأبيض: يرمز إلى الثلوج التي تغطي جبال القوقاز.
- الأخضر: يرمز إلى الطبيعة و إلى الحقول الخضراء في الجمهورية.